# Jaap Voigt
Jacob (Jaap) Voigt (Amsterdam, 7 juni 1941) is een voormalig Nederlands hockeyer.
Voigt speelde 41 interlands voor de Nederlandse hockeyploeg. Hij maakte deel uit van de selectie die deelnam aan de Olympische Spelen 1964. Nederland eindigde daar op de gedeelde zevende plaats. Voigt speelde in clubverband  voor Amsterdam.
Hij werkte na zijn sportcarrière en zijn studie geologie als organisatie-adviseur, aanvankelijk bij Philips en vervolgens zelfstandig, en schreef of werkte hij mee aan diverse boeken. De Chinese wijsbegeerte nam daarin een belangrijke plaats in en hij vertaalde de Daodejing uit het Chinees.

### Eigen werk
- [met Hans Korteweg] Helen of delen. Over de transformatie van mens en organisatie. Amsterdam, 1986 [4e druk: 1992].
- [met Hans Korteweg en Hanneke Korteweg-Frankhuisen] De grote sprong. Over groei en inwijding. Cothen, 1990 en 1992².
  - Den Sprung wagen. Von Krisen, die zu Chancen werden. Braunschweig, 1993.
  - The great leap. Face-to-face with initiation and change. Center City, 1998.
- [met Hans Korteweg en Hanneke Korteweg-Frankhuisen] De grote sprong. Gaan in vertrouwen. Cothen, 1990 en 1996³.
- [met Hans Korteweg en Hanneke Korteweg-Frankhuisen] De grote sprong. Bevrijding in het leven van alledag. Cothen, 1990 [6e druk: 2010].
- Leven & werken in het ritme van de seizoenen. [Amsterdam, etc., 2008].
- Waarom naar Gaza?. [Hilversum], 2010.

### Vertaling
- Lao Zi, Dao de jing. Het scheppende beginsel en haar werking. [Cothen], 2003 en 2011².

Joost Boks · 
Charles Coster van Voorhout · 
John Elffers · 
Frans Fiolet · 
Jan Piet Fokker · 
Jan van Gooswilligen · 
Francis van 't Hooft · 
Arie de Keyzer · 
Leendert Krol · 
Jaap Leemhuis · 
Chris Mijnarends · 
Erik van Rossem · 
Nico Spits · 
Theo Terlingen · 
Jan Veentjer · 
Jaap Voigt · 
Theo van Vroonhoven · 
Frank Zweerts ·
Coach: Piet Bromberg
- International Standard Name Identifier: 0000 0000 2868 5452
- Library of Congress Control Number: n86092484
- Nederlandse Thesaurus van Auteursnamen: 071787291
- Virtual International Authority File: 32672459
- WorldCat: E39PBJkTcm6VXT8d8VX4mGxxDq